# Prostasomer
Prostasomer upptäcktes 1978 och är en subtyp (exosomer) av extracellulära vesikler med en diameter på 400–500 nm. Prostasomer utsöndras av prostatans epitelceller och är en viktig del av seminalvätskan där de hjälper spermiernas rörlighet samt skyddar mot kvinnans immunförsvar tack vare sina immunsuppressiva egenskaper. Prostasomer består av ett lipidmembran i två lager och kompositionen kan liknas vid lipidflottar.